# Keith Packard
Pour les articles homonymes, voir Packard.
Keith Packard, né le 16 avril 1963, est un développeur, connu pour son travail sur X Window System.

## Travaux
Keith Packard a introduit de nombreuses extensions et produit beaucoup de documentation pour le protocole X. Il est fortement impliqué dans le développement de X depuis la fin des années 1980, d'abord au MIT X Consortium, puis avec la Fondation X.Org. Il est aussi un des principaux auteurs de Cairo.
Après avoir été exclu de XFree86 pour cause de désaccord (qui mena à la formation du fork X.org au succès grandissant), il est maintenant directeur de projet sur le serveur X expérimental de Freedesktop.org et sur l'implémentation de référence de X.
Keith Packard est développeur Debian (login: keithp).

## Carrière
Keith Packard a obtenu le Bachelor of Arts en mathématiques au Reed College dans l'Oregon en 1986. De 1983 à 1986, il a travaillé chez Tektronix, à Wilsonville, où il concevait des terminaux X et des stations de travail UNIX.
Il est ensuite parti à Cambridge, pour travailler au Consortium X du MIT de 1988 à 1992. Il y développe l'implémentation de référence et le standard de X Window System en tant que membre senior d'une petite équipe. Il est à l'origine des versions de X produites durant cette période.
En 1992, il part à Mountain View pour travailler chez Network Computing Devices, sur des terminaux X et des ordinateurs graphiques.
Il travaille au Cambridge Research Labs de Compaq (puis Hewlett-Packard) de 2001 à 2005, à la fermeture de celui-ci.
Il travaille depuis pour Intel.